# Liste der Kulturdenkmäler in Berglangenbach
In der Liste der Kulturdenkmäler in Berglangenbach sind alle Kulturdenkmäler der rheinland-pfälzischen Ortsgemeinde Berglangenbach aufgeführt. Grundlage ist die Denkmalliste des Landes Rheinland-Pfalz (Stand: 12. Juni 2023).

## Einzeldenkmäler
| Bezeichnung         | Lage                           | Baujahr                     | Beschreibung                                                                                     | Bild            |
| ------------------- | ------------------------------ | --------------------------- | ------------------------------------------------------------------------------------------------ | --------------- |
| Schmiede            | Hauptstraße, neben Nr. 37 Lage | Anfang des 20. Jahrhunderts | kleiner Schmiedebau, wohl vom Anfang des 20. Jahrhunderts; mit Ausstattung                       | BW              |
| Evangelische Kirche | Kirchenweg Lage                | 1906/07                     | historisierender Effusivsteinbau, teilweise verputzt, 1906/07, Architekt August Senz, Düsseldorf | Fotos hochladen |